# Роденков, Юрий Андреевич
Юрий Андре́евич Роденко́в (род. 20 апреля 1986, Ленинград, СССР) — российский футболист, нападающий.

## Биография

### Карьера
Начинал в футбольной школе «Смена» (ныне Академия ФК «Зенит»), где занимался с 7 лет, после чего перешёл в школу «Динамо», которую в итоге и окончил. В 2004 году выступал за «Зенит-2», бывший дочерний клуб основной команды, игравший во Втором дивизионе, где сыграл больше всех игр в сезоне. В 2005 и 2006 году провёл за дублирующий состав «Зенита» 39 матчей, в которых забил 5 мячей. В 2007 году прошёл два предсезонных сбора с основной командой под руководством Дика Адвоката, но по обоюдному согласию с клубом был отдан в аренду на год в нальчикский «Спартак», за который сыграл 27 игр и забил 2 гола. В 2008 году «Спартак» был готов продлить аренду, но возникли затруднения с трудовой книжкой Роденкова, и команда не успела заявить игрока. В результате был вынужден рассматривать предложения из первого дивизиона и выбрал в итоге «Аланию», где провёл сезон-2008. В сезоне-2009 выступал за клуб «Луч-Энергия». В дальнейшем играл за «Салют» и «Балтику». В июне 2012 года перешёл в «Енисей». С июля 2013 года выступал за «Сокол». В 2014 году защищал цвета пензенского «Зенита».
Выступал за молодёжную сборную России, за которую провел 5 матчей в 2007 году.
В возрасте 29 лет объявил о завершении карьеры футболиста. За карьеру провёл 259 игр, в которых забил 20 мячей.

### После завершения карьеры
По состоянию на октябрь 2016 года учился в Воронежской православной духовной семинарии на заочном отделении и алтарничал в храме Всех Скорбящих Радости в Санкт-Петербурге. В 2016 году получил детско-юношескую тренерскую лицензию С. С 2019 года стал работать в футбольной школе «Смена» и выступать за футбольную команду «Митрополия».
В Неделю 13-ю по Пятидесятнице, 6 сентября 2020 года, митрополитом Санкт-Петербургским и Ладожским Варсонофием на литургии в храме Рождества Христова в Весёлом посёлке рукоположён в диаконы к храму иконы Божией Матери «Всех скорбящих Радость» (с грошиками).
В Неделю 2-ю по Пятидесятнице, Всех святых, в земле Русской просиявших, 18 июня 2023 года, митрополитом Санкт-Петербургским и Ладожским Варсонофием на литургии в храме Всех святых в Земле Русской просиявших в Московском парке Победы был рукоположён в сан пресвитера.

## Достижения
- Победитель зоны «Центр» Второго дивизиона: 2013/14